# 4545 Primolevi
A 4545 Primolevi a Naprendszer kisbolygóövében található aszteroida. Henri Debehogne fedezte fel 1989. szeptember 28-án.